# Antirhodos

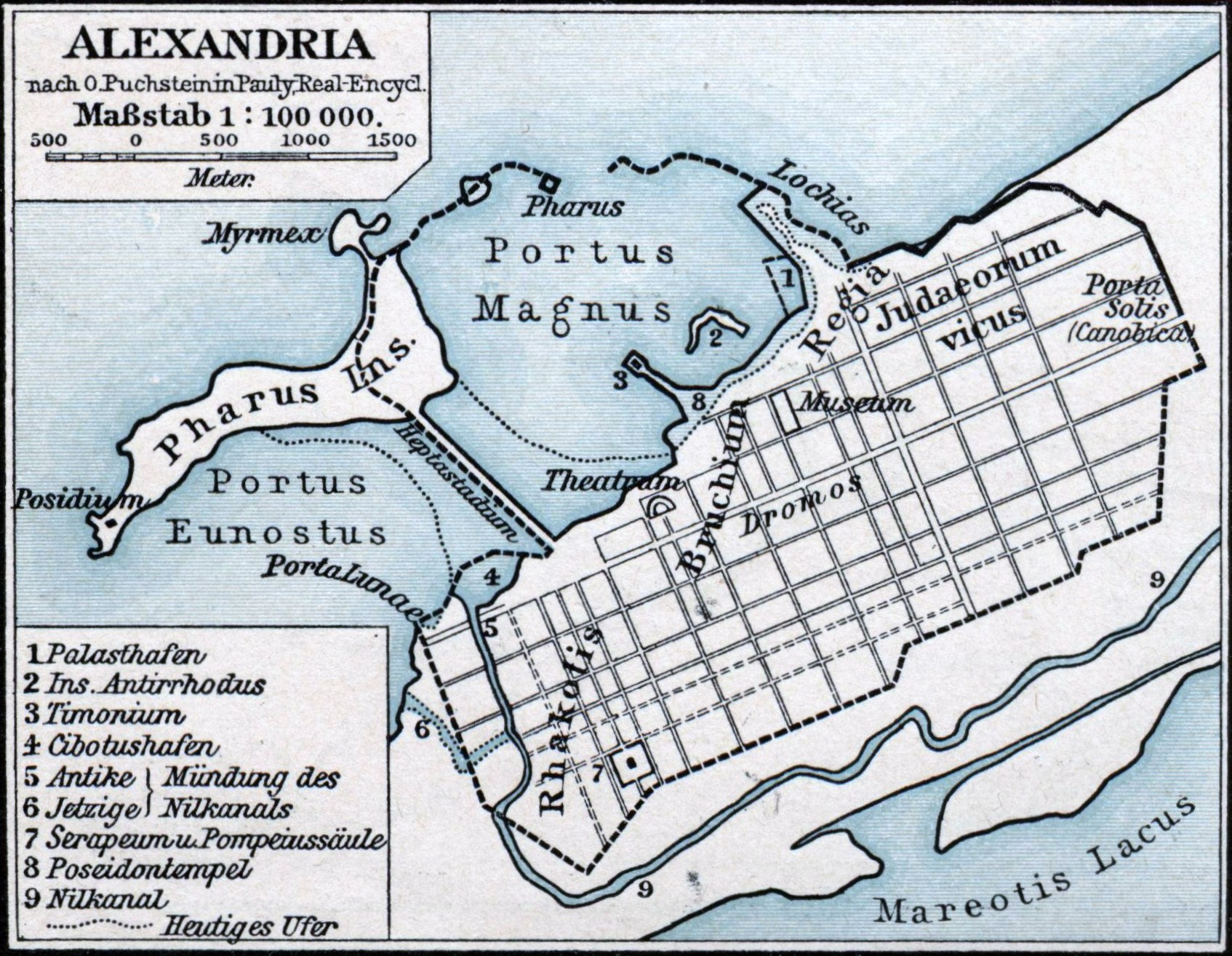
Antirhodos (nr. 2) binnen de grote haven van Alexandrië

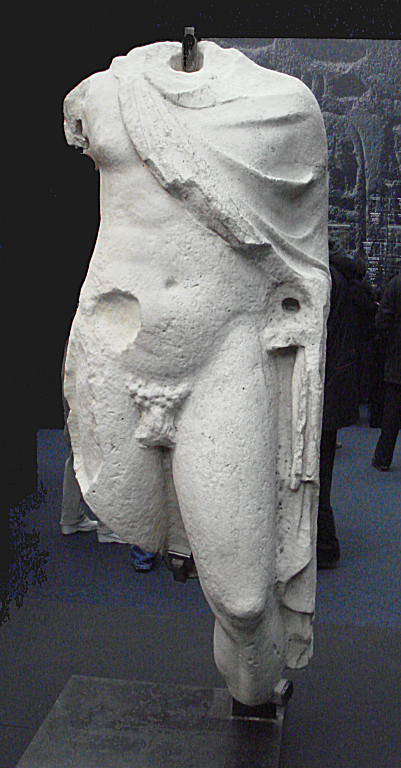
Torso van Hermes ontdekt op het eiland

Antirhodos of Antirrhodos is een verzonken eilandje binnen de antieke oosthaven van Alexandrië. Er bevond zich een Ptolemaeïsch paleis dat bewoond was tot de regeringen van Septimius Severus en Caracalla. Het verdween waarschijnlijk in de 4e eeuw onder water na een reeks aardbevingen en een tsunami die in 365 bij Kreta ontstond. Nu ligt het op een diepte van ongeveer vijf meter voor de zeedijk van het moderne Alexandria.

## Antieke beschrijving
Bronnen uit de klassieke oudheid geven enige informatie over Antirhodos. Strabo vermeldde dat het in 27 v.Chr. een koninklijk verblijf was en schreef de naam toe aan rivaliteit met Rhodos. Antirhodos lag binnen Alexandrië's oude koninklijke haven, de Portus Magnus, die in het oosten gevormd werd door het schiereiland Lochias en in het westen door het eiland Pharos en de verbinding met het vasteland, het Heptastadion. Na een nieuwe aardbeving in de 8e eeuw werd ook de Portus Magnus verlaten.

## Herontdekking
In 1996 slaagden onderwaterarchaeologen onder leiding van Franck Goddio erin het eiland te lokaliseren. Het lag op een andere plaats in de haven dan waar Strabo het had gesitueerd. De opgravingen toonden aan dat het eiland al van voor de stichting van Alexandrië bewoond werd en dat het rond 250 v.Chr. compleet genivelleerd was met het oog op nieuwe constructies. Het eiland was klein (zo'n 500 hectaren) en volledig geplaveid, met drie uitstulpingen in verschillende richtingen. De voornaamste was 300 meter lang en had een esplanade die uitkeek op de Caesariontempel op het vasteland. Op de esplanade legde Goddio overblijfselen bloot van een relatief bescheiden paleis (90 x 30 m) met marmeren vloeren. De archeologen nemen aan dat dit het koninklijke verblijf van Cleopatra was. Op een andere uitstulping lag een kleine Isistempel. Aan de ingang ervan stond een levensgroot granieten standbeeld van een Egyptische Isispriesteres met geschoren hoofd, die een kruik draagt waarop een beeld van Osiris prijkt. Een paar granieten sfinxen flankeerden het standbeeld. Een ervan had het hoofd van Cleopatra's vader.
Tussen de uitstulpingen aan de oostzijde van het eiland was een kleine haven met dokken. Hier stond een reeks van 60 pilaren, elk één meter breed en zeven meter hoog, met erbovenop telkens een roodgranieten kroon. Oude schilderijen wijzen erop dat de pilaren een ceremoniële toegangsweg tot het eiland vormden. In de nabijheid van dit haventje werd een Romeins scheepswrak aangetroffen. Een gat in de romp ervan kan erop wijzen dat het door rammen tot zinken is gebracht.
Ook de site van Marcus Antonius' onafgewerkte paleis, het Timonium, is op het eiland aangetroffen. Onder de andere vondsten was een kolossaal stenen hoofd, toegeschreven aan Cleopatra's zoon Caesarion, en een enorm kwartsietblok waarin een faraoportret is uitgehouwen en een inscriptie die het identificeert als Seti I, vader van Ramses II. Sommige faraonische objecten op het eiland zijn uit Heliopolis overgebracht door de Ptolemaeïsche heersers om hergebruikt te worden in hun constructies. Er zijn geen resten gevonden van na de Ptolemaeïsche periode, wat suggereert dat het paleis verlaten werd kort na Cleopatra's dood en het opgaan van Egypte in het Romeinse Keizerrijk.